# ایستگاه هوریکیری
ایستگاه هوریکیری (به ژاپنی: 堀切駅, Horikiri-eki)، یک ایستگاه راه‌آهن در خط توبو اسکای‌تری در آداچی-کو، توکیو، ژاپن است که توسط اپراتور راه‌آهن خصوصی شرکت راه‌آ هن توبو اداره می‌شود.